# Complexe des nébuleuses du Cœur et de l'Âme
Le complexe des nébuleuses du Cœur et de l'Âme (également connue sous le nom de complexe W3/W4/W5) est un grand complexe nébuleux, visible en direction de la constellation de Cassiopée, où se déroule une intense formation d'étoiles. Son emplacement physique dans la Voie lactée tombe dans le bras de Persée, l'un des principaux bras de notre galaxie, à ∼ 6 800 a.l. (∼ 2 080 pc) de la Terre.
Malgré sa grande distance, son observation et son étude sont facilitées par le fait qu'il n'y a pas d'obscurcissement dû à de la poussière noire sur sa ligne de visée, ce qui le rend particulièrement simple et efficace pour déterminer un grand nombre de structures, depuis les amas d'étoiles de grande masse jusqu'à ceux de faible masse et les sources bien enveloppées de nébulosité. Grâce à cette facilité d'observation, il est également possible d'étudier les relations entre les étoiles massives et le milieu interstellaire environnant, les processus actuels de formation d'étoiles et même les traces de phénomènes passés, permettant ainsi de tracer des modèles évolutifs pour les grands complexes de nébuleuses moléculaires. De plus, grâce à sa vision globale, il est possible d'étudier de grandes structures telles que les superbulles et leur dynamique, ainsi que de déterminer facilement l'épaisseur du bras de Persée à l'endroit où se trouve le complexe.
La région la plus étudiée du complexe est celle appelée W3, où se déroulent les processus de formation les plus intenses. Après la nébuleuse d'Orion, W3 est la nébuleuse la plus étudiée de la voûte céleste, en particulier depuis les années 1980.

## Observation

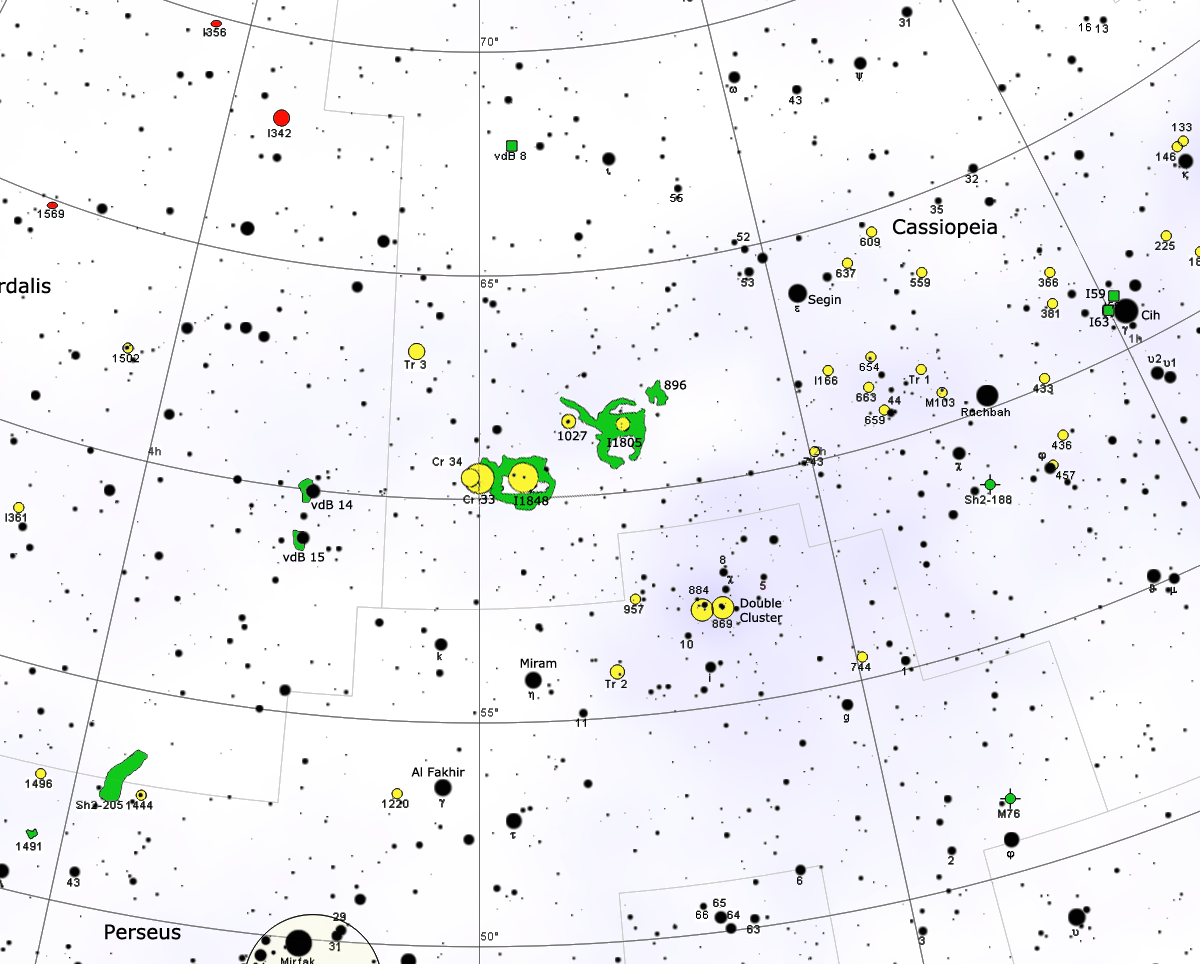
Carte de la région du ciel où le complexe de nébuleuses du Cœur et de l'Âme peut être observé.

Le complexe est situé en direction de l'une des parties les plus septentrionales de la Voie lactée, très profondément dans l'hémisphère nord, dans la constellation de Cassiopée. Les deux principaux nuages ne sont pas observables à l’œil nu ou à l’aide de jumelles. Pour pouvoir les identifier optiquement, il faut des instruments avec des grossissements supérieurs à 100 et un ciel très dégagé et sombre. Un filtre UHC permet un plus grand contraste, ce qui peut également révéler les structures filamentaires hébergées dans les deux nébuleuses. Leur position est à environ 5° au nord du célèbre double amas de Persée.
Étant à une déclinaison très septentrionale, autour de 61ºN, les nébuleuses semblent circumpolaires depuis une grande partie de l'hémisphère nord. La constellation de Cassiopée est l'une des figures les plus classiques des soirées d'automne nordiques et apparaît à son zénith au Canada, en Europe du Nord et en Russie. Depuis l'hémisphère sud, cependant, la vision est très mauvaise et pour la plupart de ses régions, elle reste toujours en dessous de l'horizon, ne se montrant jamais,.
Le complexe de nébuleuses est situé dans le bras de Persée, sa grande distance signifie donc que même ses étoiles les plus brillantes ne peuvent être observées qu'avec des jumelles puissantes ou un petit télescope. Un grand nombre d'étoiles à partir de la dixième magnitude sont associées au complexe, ainsi que quelques amas ouverts composés principalement d'étoiles bleues chaudes, très jeunes.

### Précession des équinoxes

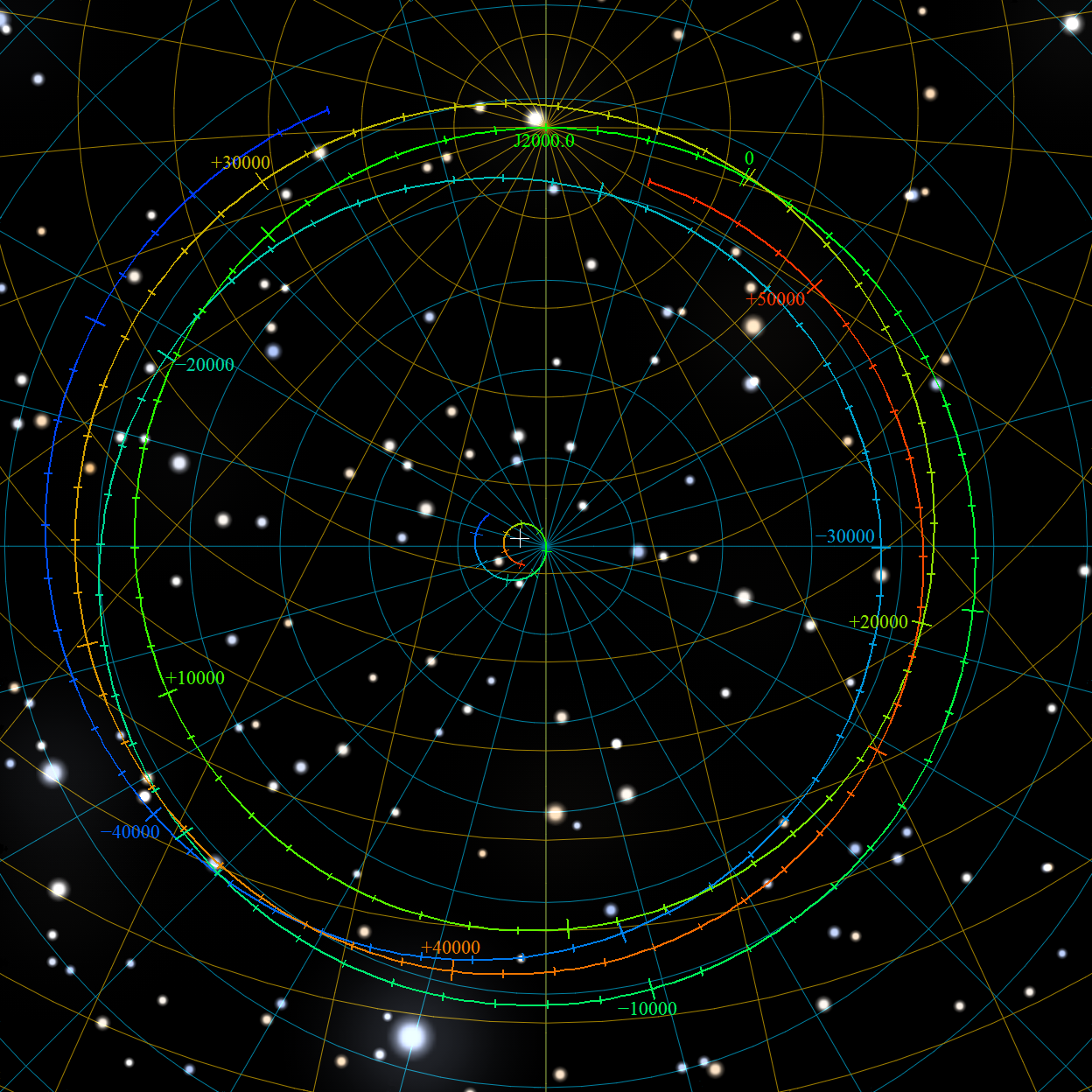
Projection du chemin de précession du pôle Nord sur le ciel fixe de l'époque J2000.0 pour l'intervalle de temps à partir de 48 000 av. J.-C. jusqu'à 52 000 ap. J.-C.. L'étoile brillante en bas est Véga.

En raison de la précession des équinoxes, les coordonnées célestes des étoiles et des constellations peuvent varier considérablement, en fonction de leur distance par rapport aux pôles nord et sud de l'écliptique,.
Le tronçon de la Voie lactée dans la partie orientale de la constellation de Cassiopée est situé à environ 2 heures d'ascension droite, ce qui équivaut au point où l'écliptique, après avoir intersecté l'équateur céleste (équinoxe), continue vers le nord. L'intersection de 18 h avec l'écliptique correspond au solstice du 22 décembre, celle de 6 h avec le solstice du 21 juin.
Dans cette phase précessionnelle, le complexe de Cassiopée tend à adopter des déclinaisons de plus en plus septentrionales. Lorsque, dans environ 4 000 ans, le complexe sera à 6 h d'ascension droite, il atteindra son point le plus septentrional : à cette occasion, il sera, comme on peut le voir sur l'image ci-contre, au point le plus proche du pôle céleste nord, puisque ce dernier sera en direction de la constellation voisine de Céphée.

## Structure et régions HII
Dans le complexe, 34 sources IRAS ont été découvertes, qui ont une contrepartie dans l’infrarouge lointain. 11 d'entre elles sont situées jusqu'à une distance d'environ 100 pc (∼326 al) du complexe et ont une masse moyenne relativement faible d'environ 130 M☉. Trois de ces nuages sont associés à des étoiles de classe O ou B, tandis que les huit autres forment un amas d'étoiles. Il existe également 19 amas d’étoiles connus, contenant environ 1 600 étoiles au total avec des magnitudes comprises entre 11,5 et 17,5. Parmi ces amas, il y en a cinq particulièrement riches, qui contiennent à eux seuls environ la moitié de la population stellaire détectée.

### Complexe W3
Le complexe W3, également catalogué sous le nom de NGC 896, est le complexe le plus petit et le plus occidental du système. Il s'agit d'un complexe nébuleux composé de différentes sections, cataloguées comme W3 North, W3 Main et W3(OH), dont la masse, total des masses additionnées, équivaut à environ 70 000 M☉. W3 North comprend la section la plus au nord du nuage, W3 Main coïncide avec la partie la plus brillante située à l'ouest et W3(OH) est la région sombre située juste au sud-est de W3 Main. L'ensemble du complexe a une forme de coquille, à l'intérieur de laquelle se trouvent les nuages NGC 896 et IC 1795, qui émettent de la lumière visible.
NGC 896 est l'un des amas nébuleux les plus brillants, situé dans le secteur ouest du complexe, mais il ne présente pas de concentrations d'étoiles bien définies. IC 1795, au contraire, est entouré sur ses côtés nord et sud par des associations de jeunes étoiles, appartenant respectivement aux secteurs W3 Main et W3(OH). L'étoile centrale dominante d'IC 1795 est une naine bleue de la séquence principale, cataloguée BD +61° 411, avec une magnitude apparente de 10,28 et une classe spectrale O6,5V. Trois autres étoiles de classe O et B ont également été identifiées. Leur âge, calculé à travers des modèles d'évolution stellaire après avoir déterminé leur position dans le diagramme HR, est compris entre 3 et 5 millions d'années, un âge intermédiaire entre les 6 à 20 millions d'années de la structure en coquille enfermant le complexe et l'âge des étoiles les plus jeunes encore enveloppées dans la nébulosité des régions compactes W3 North, Main et (OH), qui est d'1 million d'années.
La complexe principal W3, en particulier, est l’un des sites les plus étudiés où se produit la formation d’étoiles massives, après le nuage d’Orion. C'est l'une des zones les plus denses et les plus riches en régions HII dans un rayon de 2 000 parsecs du soleil, qui abrite et cache une jeune association d'étoiles bleues, qui ionisent les nuages de gaz résiduels avec leur rayonnement. Plusieurs régions distinctes peuvent être distinguées, toutes étiquetées avec des lettres latines majuscules : W3H, W3J et W3K sont des régions dispersées, W3A, W3B et W3D sont des régions compactes, et W3C, W3E, W3F et W3G sont des régions ultracompactes. À cela s'ajoutent huit régions hypercompactes, avec un diamètre réel d'environ 0,01 pc (∼0,032 6 al), visuellement équivalent à moins d'une seconde d'arc. Les images prises à différentes longueurs d'onde, telles que le visible, Hα et d'autres longueurs d'onde, montrent la présence d'un jet d'émission provenant de W3 Main qui semble émerger du nuage moléculaire qui l'entoure. Les étoiles passionnantes de ces régions mineures ont été en grande partie identifiées grâce à des observations réalisées à différentes longueurs d'onde, y compris les ondes radio : ce sont des étoiles de classe O.

### Complexe W4 (Nébuleuse du Cœur)

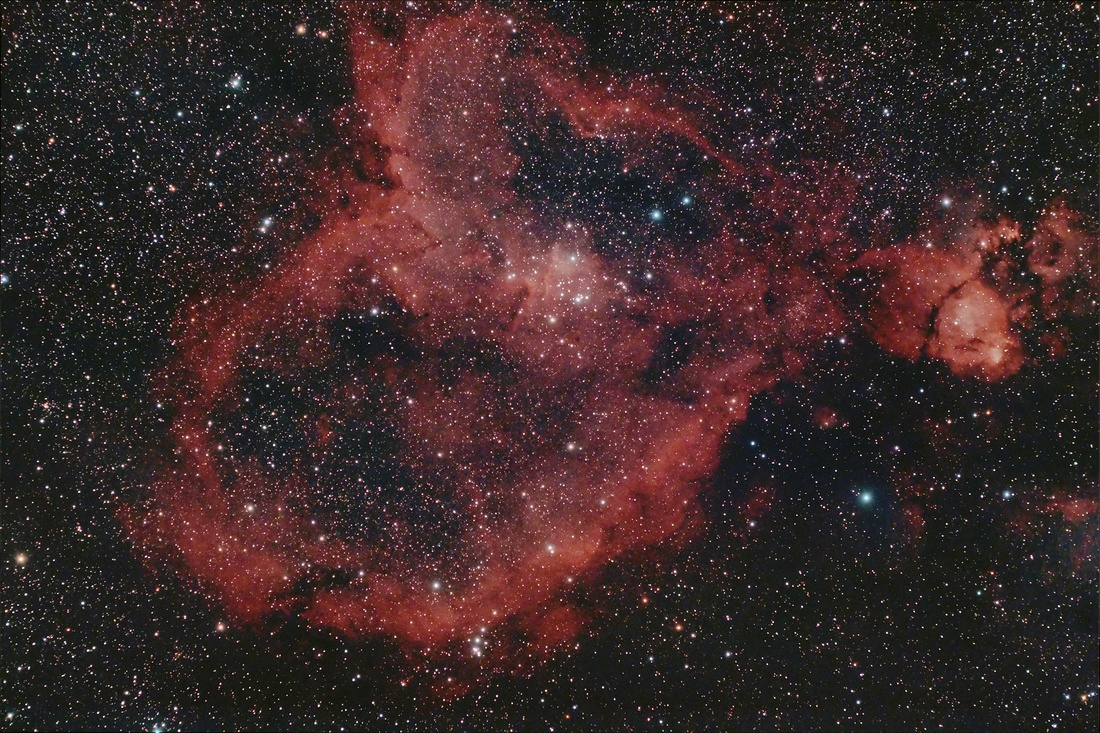
La nébuleuse du Cœur, la plus grande du complexe en lumière visible.

Le complexe W4, également connu sous le nom de nébuleuse du Cœur (IC 1805) en raison de sa forme à deux lobes, possède également une structure en forme de coquille et est la plus grande des trois nébuleuses principales du complexe. En son centre se trouve l'amas ouvert Melotte 15. IC 1805 constitue la partie centrale de la grande association OB Cassiopeiae OB6. Les étoiles les plus brillantes de l'amas sont des naines bleues, dont 24 ont une masse supérieure à 10 M☉, avec des âges compris entre 1 et 3 millions d'années. Parmi ces étoiles bleues, il y en a 9 de classe spectrale O, enfermées dans un rayon d'environ 10 pc (∼32,6 al), tandis que le rayon total de l'amas ouvert est d'environ 18 pc (∼58,7 al). Parmi ces étoiles de classe O, les études de vitesse radiale et de fonction gaussienne ont révélé que 6 sont des étoiles doubles. Parmi celles-ci, il y en a une, HD 15558, qui semble être une étoile triple.
Plusieurs épisodes de formation d’étoiles sont actifs à proximité de la nébuleuse. Grâce aux images obtenues par Hα, une superbulle en expansion formée d'hydrogène ionisé avec une extension d'environ 1 200 pc (∼3 910 al) et émergeant du plan galactique a été découverte. Son âge, d'environ 10 à 20 Ma, est un indicateur du fait qu'elle est née à la suite de l'action du vent stellaire d'une première génération d'étoiles massives. De cette région émergent plus de 30 nuages moléculaires et globules dispersés dans l'espace environnant, comme on le voit ci-dessus, dont la présence suggère qu'un nuage moléculaire géant a existé autrefois dans la région, puis s'est dissous en raison d'un épisode initial intense de formation d'étoiles.

### Complexe W5 (Nébuleuse de l'Âme)

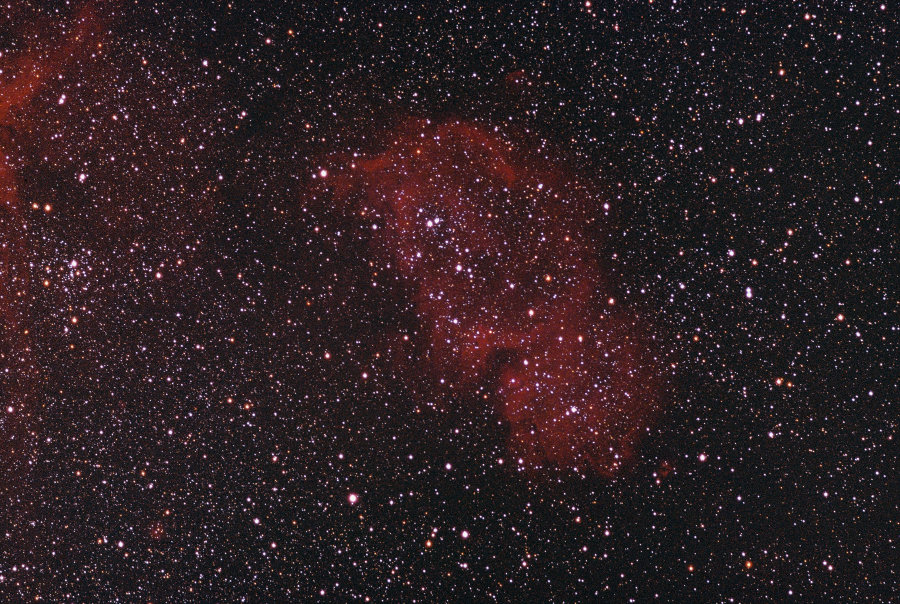
La nébuleuse de l'Âme. Le nord est en bas à gauche.

Le complexe W5, également connu sous le nom de nébuleuse de l'Âme en raison de son apparence, apparaît en lumière visible comme un nuage physiquement séparé du complexe W3-W4. Il a une forme allongée dans la direction est-ouest et contient en son sein l'association OB catalogué comme IC 1848. Le nuage, qui a structurellement une forme de coquille comme les précédents, peut être divisé en deux sections, indiquées comme W5-E et W5-W, respectivement étendues sur 35 et 52 parsecs. W5-E est la partie orientale et contient une étoile de classe O7V (une naine bleue très chaude), BD+59°0578, dont le vent stellaire semble être suffisamment puissant pour ioniser toute la région dans laquelle elle se trouve. W5-W, la partie occidentale, contient quatre étoiles de classe O, mais il pourrait également y en avoir d'autres dans la partie orientale de la région, non observables car complètement cachées par les nuages denses. Au moins deux de ces étoiles sont en fait des systèmes stellaires : BD+59°553 est une étoile triple, tandis que BD+59°552 est un système stellaire quadruple. Le point d'intersection entre les deux parties du système est étiqueté IC 1871.
La distribution des jeunes objets stellaires est concentrée en particulier à environ 5 pc (∼16,3 al) à l'intérieur du bord de la couche de gaz ionisé. L'échelle de temps d'environ 0,5 à 1 million d'années, dérivée de l'interaction entre la région HII en expansion et les amas dans lesquels se trouvent les jeunes objets stellaires, suggère que c'est l'expansion de la région de gaz ionisé elle-même qui a favorisé la formation de nouvelles étoiles.

## Phénomènes de formation d'étoiles
Le complexe W3 abrite les phénomènes de formation d'étoiles connus les plus importants, qui ont probablement été induits par un front d'ionisation provenant de la région adjacente de la nébuleuse du Cœur (complexe W4). Selon cette théorie, le premier site de formation d'étoiles dans W3 aurait été dans W3 Main, ce qui aurait à son tour déclenché la formation dans W3(OH) et W3 North,. Selon d’autres théories, il n’y aurait cependant pas de relations de cause à effet entre les phénomènes de formation observés.
En 2005, on a observé que les complexes W3 et W4 présentaient des signes d’événements consécutifs de formation d’étoiles. L'événement déclencheur a eu lieu dans la nébuleuse du Cœur (complexe W4) il y a environ 6 à 10 millions d'années et était très énergétique, comme en témoigne la présence d'une superbulle en expansion s'étendant considérablement vers le nord. Par la suite, il y a environ 2,5 millions d'années, eut lieu le deuxième phénomène de formation, responsable de la formation de la superbulle actuelle. Tous ces événements, ainsi que le vent stellaire des étoiles nouvellement créées, plus massives, leur rayonnement ultraviolet et les explosions qui en ont résulté, comme les supernovae, auraient provoqué l'activation de phénomènes de formation d'étoiles dans le complexe W3, dans un laps de temps compris entre 3 et 5 millions d'années. Le complexe W3 lui-même se serait formé à la suite de ces événements, au cours desquels a eu lieu la troisième vague de formation d'étoiles, qui est toujours en cours. Cependant, des doutes subsistent sur la nature du scénario lui-même dans lequel les phénomènes ont eu lieu, en raison des données contradictoires fournies par Chandra.
Aux bords de la superbulle en expansion de W4 et à l'intérieur même de W4, il peut encore y avoir des phénomènes résiduels actifs de formation de nouvelles étoiles, causés par la compression des gaz du front d'ionisation provenant des étoiles les plus massives de la région. Parmi celles-ci se trouve la source IRAS cataloguée comme IRAS 02310+6133, ainsi que quelques jeunes étoiles montrant des émissions Hα. Un autre site probable de formation d'étoiles coïncide avec un petit nuage situé au sud-est de la superbulle, où se trouve la source IRAS 02327+6019. Le nuage a peut-être été affecté par la compression du front d'ionisation provenant de l'amas IC 1805. Un argument similaire est valable pour IRAS 02252+6120 et pour d'autres nuages de faible masse qui pourraient donner naissance à des objets de très faible masse, tels que des naines brunes ou même des objets encore plus petits, avec une masse égale à celle d'une planète.
Dans le complexe W5, cinq sites sont connus où une formation d'étoiles a eu lieu, dont un seul est réellement situé à l'intérieur du complexe de nébuleuses. Ces phénomènes sont causés par l'action de l'amas IC 1848, situé au centre du complexe. Au sein de plusieurs nuages situés dans les deux sections W5-W et W5-E, il existe des groupes d'étoiles avec des émissions Hα, parmi lesquels se distingue le nuage AFGL 4029. Enfin, la distribution des régions de formation d'étoiles dans W5 diffère de celle observée dans W3 : en effet, alors que dans W3 les jeunes amas ouverts et les protoétoiles massives se trouvent derrière le nuage, dans W5 la formation de nouvelles étoiles s'est produite principalement du côté des nuages directement exposé au rayonnement ultraviolet observable.

### Formation d'étoiles dans W3 Main et W3(OH)
Les phénomènes de formation d'étoiles dans W3 sont indiqués par la présence d'un grand nombre de sources infrarouges, qui présentent plusieurs caractéristiques typiques de la présence de tels phénomènes, tels que les masers OH associés aux sources cataloguées comme IRS 4 et IRS 5, le maser à eau associé à IRS 5 et les jets bipolaires autour des deux sources. IRS 4 et IRS 5 sont des sources infrarouges compactes très lumineuses. Le premier est associé à la région HII ultracompacte cataloguée comme W3 C et à la région hypercompacte W3 Ca, une sous-région du premier, tandis que le second apparaît en relation avec la région hypercompacte W3 M.
IRS 5 constitue la région où la formation d’étoiles massives semble être la plus active. Deux sources d'ondes radio y sont connues depuis les années 1980, coïncidant avec les deux régions HII hypercompactes W3B et W3D2, ayant un rayon inférieur à 240 UA et contenant de jeunes étoiles en leur sein. À ces deux sources, très proches l'une de l'autre, s'en ajoute une troisième, découverte en 2005, qui montre également des signes de la présence d'étoiles enveloppées dans la nébulosité dense d'une région HII hypercompacte. Cet ensemble de régions HII, ainsi que quatre autres détectées dans des observations à 2,22 μm et incluses dans un espace d'un diamètre de 6 000 UA, suggéreraient la formation d'un groupe d'étoiles de grande masse avec des caractéristiques similaires à l'amas bien connu du Trapèze, dans la nébuleuse d'Orion.
Dans W3(OH), les phénomènes de formation d'étoiles sont moins actifs que dans W3 Main. Cependant, on y connaît quelques masers qui indiquent la présence d'activités de formation à une époque très récente. La région est constituée de deux centres massifs de formation d'étoiles, séparés de 7 minutes d'arc l'un de l'autre, ce qui équivaut à environ 0,07 pc (∼0,228 al). L'un d'eux est dominé par des masers OH et a donné le nom à toute la région W3(OH), tandis que le second semble être dominé par des masers à eau. Dans la région dominée par les masers OH, il existe une région HII ultracompacte en forme de coquille et d'un diamètre d'environ 0,012 pc (∼0,039 1 al) seulement, dont les caractéristiques suggèrent que la source d'ionisation est une étoile de classe spectrale O7. Cette étoile pourrait coïncider avec la source de rayons X intense découverte en 2008, provenant d'un des secteurs les plus denses de la région. La dynamique de la région est parmi les mieux connues et étudiées. À partir de cette dynamique, un âge cinématique de la structure en coquille d'environ 2 300 ans a été établi. Cependant, son expansion ne semble pas être uniforme.
La région des masers d’eau semble plutôt être une étape précoce dans la formation d’étoiles massives. Dans ce secteur il n'y a en fait pas de région HII, c'est-à-dire une banque de gaz ionisée par le rayonnement des jeunes étoiles associées, mais des sources qui montrent la présence de gaz moléculaire très compact et chaud,. Dans la partie la plus dense de la région se trouvent des protoétoiles de grande masse.
Les complexes W4 et W5, comparées à W3, sont très peu étudiés du point de vue des phénomènes de formation d'étoiles, notamment pour les étoiles de grande masse.

### Étoiles de faible masse
Les étoiles de faible masse des complexes W3, W4 et W5 sont organisées en un grand nombre d'amas, qui ont été détectés grâce à des études menées principalement dans la bande proche infrarouge. Parmi ces amas, l'un est composé de quatre-vingts étoiles incluses dans un diamètre d'environ 20 secondes d'arc autour de la région IRS 5, dans W3 Main. Il existe également un très grand halo autour de l'amas composé d'étoiles de masse similaire. La plupart de ces étoiles ont été identifiées grâce à des images fournies par le télescope à rayons X Chandra.
Les régions autour des complexes nébuleux W3 Main et W3(OH) semblent également abriter des étoiles et des protoétoiles de faible masse, comme dans le secteur nord-est de W3(OH), où deux petits groupes de jeunes étoiles identifiés par Chandra sont présents. D'autres amas avec des composants montrant un excès de rayonnement infrarouge ont été découverts par le télescope spatial Spitzer dans une zone autour d'IC 1795, dont ils font probablement partie. De plus, 16 objets de classe I (protoétoiles) et 33 objets de classe II (étoiles avec un disque d'accrétion) sont connus, dont certains sont isolés et d'autres regroupés en petits amas.

## Environnement environnant

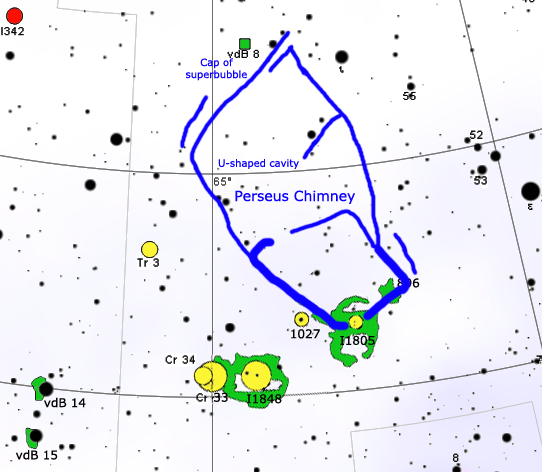
Carte mettant en évidence la superbulle s'étendant au nord de W4.

L’environnement entourant la région est profondément influencé par les phénomènes de formation d’étoiles passés et présents. Un grand nombre de structures galactiques sont en effet directement liées à la présence du complexe nébuleux. En particulier, la région entourant W4 a été étudiée en détail en raison de la présence d’une gigantesque superbulle s’étendant vers le nord, bien au-dessus du plan galactique. Cette bulle, cataloguée comme Ced 8, a été surnommée Perseus Chimney (littéralement « Cheminée de Persée ») en raison de sa forme apparemment ouverte aux latitudes galactiques les plus septentrionales, et n'a été découverte qu'à la fin des années 90, grâce à des images prises dans la bande de l'hydrogène neutre (HI) puis dans Hα,. La partie où le gaz est le plus dense peut être identifiée dans le secteur le plus proche du complexe nébuleux W4, tandis qu'à mesure que l'on monte vers des latitudes galactiques plus élevées, le gaz devient plus raréfié et la bulle prend une forme en « U », ouverte seulement en apparence vers le bord le plus externe. Le diamètre maximal à ce stade est d'environ 115 pc (∼375 al). Une étude de 2007 a montré que la partie supérieure de la superbulle a une paroi mince et n'a donc pas encore évolué vers une cheminée (une ouverture dans le milieu interstellaire qui, depuis les régions situées sur le plan galactique, atteint jusqu'aux bords du disque galactique, s'ouvrant vers l'extérieur), mais elle serait probablement en train d'évoluer vers une telle structure. Son âge, dérivé de modèles de sa dynamique, a été estimé à 2,5 Ma, ce qui se situe dans la période comprise entre 1 et 3 Ma, ce qui semble être l'âge de l'amas IC 1805.
À l'intérieur de la superbulle se trouvent quelques petits nuages moléculaires, parmi lesquels deux ont une masse plus grande que les autres et ont une apparence cométaire, donnée par l'action du rayonnement ultraviolet provenant des étoiles massives de l'amas IC 1805. Leur âge serait d'environ 4 Ma. Les nuages plus petits présents sur le côté est de l'amas se trouvent en revanche en chevauchement avec une déformation de la superbulle, qui à ce stade aurait ralenti son expansion précisément à cause de la présence de ces concentrations. Une partie de l'énergie qui a contribué à l'expansion de la superbulle pourrait provenir de l'explosion d'une supernova survenue il y a environ 1,7 Ma, dont le vestige peut être détecté dans l'étoile binaire massive à rayons X LS I +61°303, formée par une étoile Be et une étoile à neutrons ou peut-être un trou noir. Son mouvement propre suggère qu'il s'agit d'une étoile en fuite éjectée de l'amas central par l'explosion de la supernova. Au moment de l’explosion, l’étoile progénitrice aurait dû avoir une masse particulièrement importante, compte tenu de son cycle de vie très court dérivé de l’âge de la génération d’étoiles d’IC 1805. Alternativement, l'étoile peut s'être formée au cours d'un cycle de formation d'étoiles antérieur à celui qui a donné naissance à l'amas.
Un deuxième rémanent de supernova a été détecté à environ 1° à l’ouest de W3 et a été catalogué comme HB 3. La bulle a été découverte dans le continuum radio et sa vitesse radiale suggère qu'elle interagit avec le complexe de nébuleuses W3.

### Cassiopeiae OB6
Une association OB est une association stellaire récemment formée qui contient des dizaines d’étoiles massives de classe spectrale O et B, c’est-à-dire bleues et très chaudes. Elles se forment ensemble dans des nuages moléculaires géants, dont le gaz résiduel, une fois les étoiles formées, est balayé par le fort vent stellaire. En quelques millions d'années, la plupart des étoiles les plus brillantes de l'association explosent en supernovae, tandis que les étoiles plus petites survivent beaucoup plus longtemps, ayant une masse plus faible. On pense que la plupart des étoiles de notre gGalaxie appartenaient à l'origine à des associations OB. Paradoxalement, les associations OB d'autres galaxies peuvent être plus facilement reconnues que les nôtres, en raison de la présence de nuages sombres qui masquent la plupart des objets de la Voie lactée.
Cassiopée OB6 est une association OB grande et brillante, s'étendant sur plusieurs centaines d'années-lumière et incorporant plusieurs objets, tels que les nébuleuses du Cœur et de l'Âme (les amas ouverts associés à IC 1805 et IC 1848), le nuage IC 1795, Sh2-196 et Sh2-201 et le reste de supernova HB 3. Le lien entre tous ces objets a été émis pour la première fois dans les années 1950, lorsque l’existence d’une association d’étoiles jeunes et chaudes a été théorisée pour exciter le gaz de la région. Les observations de grandes coquilles d'hydrogène neutre à proximité de ces étoiles chaudes suggèrent une interaction entre les étoiles et le milieu interstellaire local. Cas OB6 semble également être liée à l'une des associations OB les plus grandes et les plus brillantes de la Voie lactée, l'association Perseus OB1, à laquelle appartiennent également les étoiles du double amas de Persée.
La formation des étoiles brillantes observables dans la région a commencé dans la région de la nébuleuse du Cœur il y a environ 3 Ma. L'âge pourrait être calculé à partir de la distribution des mêmes étoiles sur le diagramme HR. Environ 3 Ma est également le temps d'expansion de l'enveloppe gazeuse W4, qui a un rayon d'environ 35 pc (∼114 al), qui aurait donc un âge comparable à l'association. La bulle HB 3 aurait plutôt été causée par l'explosion d'une supernova qui s'est produite à l'intérieur de Cas OB6, qui est en fait beaucoup plus jeune et son effet sur les nuages d'hydrogène neutre environnants est bien moindre que celui de W4.
Certaines des étoiles de classe O appartenant à l'association ont été étudiées en 2006 pour déterminer d'éventuelles multiplicités. Parmi celles-ci, cinq ont montré des variations de vitesse radiale en relation avec le mouvement orbital, parmi lesquelles se distinguent la triple spectroscopique HD 17505A, qui avec HD 17505B forme un système de quatre étoiles avec une masse totale d'environ 100 M☉, la binaire à éclipses DN Cas et deux binaires avec des périodes supérieures à cinq ans. À celles-ci s'ajoutent deux autres étoiles dont la multiplicité est connue. En conséquence, sept des quatorze étoiles de classe O connues dans l'association (soit 50 %) se révèlent être au moins doubles, un pourcentage conforme à celui d'autres associations similaires.

### Textes généraux
- (en) Stephen James O'Meara, Deep Sky Companions: Hidden Treasures, Cambridge University Press, 2007 (ISBN 0-521-83704-9)
- (en) Robert Burnham, Jr, Burnham's Celestial Handbook: Volume Two, New York, Dover Publications, Inc., 1978
- (en) Chaisson, McMillan, Astronomy Today, Englewood Cliffs, Prentice-Hall, Inc., 1993 (ISBN 0-13-240085-5)
- (en) Thomas T. Arny, Explorations: An Introduction to Astronomy, Boston, McGraw-Hill, 2007, 3e éd. (ISBN 0-07-321369-1, lire en ligne)
- (it) AA. VV, L'Universo - Grande enciclopedia dell'astronomia, Novara, De Agostini, 2002
- (it) J. Gribbin, Enciclopedia di astronomia e cosmologia, Milano, Garzanti, 2005 (ISBN 88-11-50517-8, lire en ligne)
- (it) W. Owen, Atlante illustrato dell'Universo, Milano, Il Viaggiatore, 2006 (ISBN 88-365-3679-4)
- (it) J. Lindstrom, Stelle, galassie e misteri cosmici, Trieste, Editoriale Scienza, 2006 (ISBN 88-7307-326-3)

### Textes spécifiques

#### Sur l'évolution stellaire
- (en) C. J. Lada, N. D. Kylafits, The Origin of Stars and Planetary Systems, Kluwer Academic Publishers, 1999 (ISBN 0-7923-5909-7)
- (it) A. De Blasi, Le stelle: nascita, evoluzione e morte, Bologna, CLUEB, 2002 (ISBN 88-491-1832-5)
- (it) C. Abbondi, Universo in evoluzione dalla nascita alla morte delle stelle, Sandit, 2007 (ISBN 88-89150-32-7)
- (it) M. Hack, Dove nascono le stelle. Dalla vita ai quark: un viaggio a ritroso alle origini dell'Universo, Milano, Sperling & Kupfer, 2004 (ISBN 88-8274-912-6)

#### Sur le complexe des nébuleuses du Cœur et de l'Âme
- (en) Megeath, S. T.; Townsley, L. K.; Oey, M. S.; Tieftrunk, A. R., Low and High Mass Star Formation in the W3, W4, and W5 Regions, vol. 1 : Handbook of Star Forming Regions, Volume I: The Northern Sky ASP Monograph Publications, décembre 2008 (ISBN 978-1-58381-670-7, lire en ligne), p. 24

### Cartes célestes
- (en) Toshimi Taki, Taki's 8.5 Magnitude Star Atlas, 2005 (lire en ligne)
- (en) Tirion, Rappaport, Lovi, Uranometria 2000.0 - Volume I - The Northern Hemisphere to -6°, Richmond, Virginie, USA, Willmann-Bell, inc, 1987 (ISBN 0-943396-14-X)
- (en) Tirion, Sinnott, Sky Atlas 2000.0 - Second Edition, Cambridge, USA, Cambridge University Press, 1998 (ISBN 0-933346-90-5)
- (en) Tirion, The Cambridge Star Atlas 2000.0, Cambridge, USA, Cambridge University Press, 2001, 3e éd. (ISBN 0-521-80084-6, lire en ligne)

### Thèmes généraux
- Constellation de Cassiopée
- Nébuleuse

### Thèmes spécifiques
- Bras d'Orion
- Bras de Persée
- Nuage d'Orion
- Complexe de Cassiopée
- Complexe de Céphée

### Phénomènes liés
- Association OB
- Naissance des étoiles
- Nuage moléculaire géant
- Région HI
- Région HII
- Superbulle